# 屏边石笔木
屏边石笔木（学名：Tutcheria pingpienensis）为山茶科石笔木属下的一个种。

## 扩展阅读
- 維基物種上的相關：屏边石笔木